# スーパーオーバー
スーパーオーバー（Super over）、もしくはワンオーバー・エリミネーター、正式名称 one over per side eliminator or Oopse,は、クリケットにおけるタイブレークである。球数制限のある試合で投球終了時点同点の場合、6球ずつの1オーバー勝負で決着する。それでも同点の場合は6球ずつの1オーバー勝負をどちらかのチームが勝つまで繰り返す。記録上では引き分け扱いとなる。
2019年までは、1回目の1オーバー勝負で同点だった場合はバウンダリー（6点か4点）を多く取ったチームが勝者となっていた。しかし国際クリケット評議会（ICC）は、相手よりも多くのラン（得点）を獲得したほうが勝利という基本原理に沿ったものにするため、1回目で同点の場合は、決着が着くまで繰り返すことに変更した。変更のきっかけとなった2019 クリケット・ワールドカップ決勝では、史上初のスーパーオーバーが適用され、15対15の同点となり、バウンダリーを多く獲得したイングランドが勝利となり、初優勝した。
初めて導入されたのは2008年でありトゥエンティ20のみだった。2011 クリケット・ワールドカップノックアウトステージからはODIでも採用され、2017年のICCチャンピオンズトロフィーや女子W杯でも適用された。